# Grahovište
Grahovište es una población rural de la municipalidad de Vogošća, en Bosnia y Herzegovina.

## Demografía
Hasta 2013 la población era de 93 habitantes.